# Lelów
Lelów is een dorp in de Poolse woiwodschap Silezië. De plaats maakt deel uit van de gemeente Lelów en telt 2 000 inwoners.